# Porcellio gauthieri
Porcellio gauthieri är en kräftdjursart som beskrevs av Paulian de Felice1941. Porcellio gauthieri ingår i släktet Porcellio och familjen Porcellionidae. Inga underarter finns listade i Catalogue of Life.